# Wild City
Pour plus de détails, voir Fiche technique et Distribution.
Wild City (chinois traditionnel : 迷城 ; chinois simplifié : 迷城 ; pinyin: Mí Chéng ; cantonais : Mai Sing) est un film hongkongais réalisé par Ringo Lam, sorti en 2015.

## Fiche technique
- Titre original : 迷城, Mí Chéng
- Titre français : Wild City
- Réalisation : Ringo Lam
- Scénario : Ringo Lam,Frankie Tam et Lui Koon-nam
- Société de production :One Cool Film Production
- Pays d'origine :  Hong Kong
- Format : Couleurs - 35 mm - 2,35:1 - Dolby Digital
- Genre : action, thriller
- Durée : 120 minutes
- Date de sortie : 2015

## Distribution
- Louis Koo : Kok T-Man
- Shawn Yue : Kok Siu Chung
- Liya Tong : Tong Yun
- Joseph Chang : Blackie
- Jack Kao : King